# Дебър махала
Дебър махала (на македонска литературна норма: Дебар Маало) е квартал на столицата на Северна Македония – Скопие, част от скопската община Център. Името му произлиза от български изселници от дебърския край, които закупуват тогавашните ниви и поля, и през 1920 година започват да издигат свои къщи. 45 къщи в махалата, изградени предимно в периода между двете световни войни, са обявени групово за паметници на културата.